# Liste der Generalsuperintendenten, Landessuperintendenten und Superintendenten für Sachsen-Lauenburg
Diese Liste der Superintendenten und Generalsuperintendenten für Lauenburg führt die Ämter der geistlichen Leiter der lutherischen Landeskirche im Gebiet des Herzogtums Sachsen-Lauenburg (zeitgenössisch meist Niedersachsen genannt) auf. Sitz des geistlichen Leiters war von 1564 bis 1705 Lauenburg an der Elbe und danach bis zur Auflösung des Amtes 1979 Ratzeburg. Die Amtsträger und der Kirchenverband wechselten verschiedentlich die Bezeichnung. Auch der Zuständigkeitsbereich veränderte sich, oft im Zusammenhang mit politischen Veränderungen.

## Hinweis zu den Amtsbezeichnungen und -bereichen
Während die Stände der sachsen-lauenburgische Exklave Land Hadeln bereits 1525 zum Luthertum übergegangen waren und eine eigene Kirchenordnung annahmen, die Herzog Magnus I. 1526 bestätigte, unternahm der Herzog nichts in Sachen Reformation im übrigen Herzogtum. Ab 1530 kamen lutherische Prediger aus dem Fürstentum Lüneburg, als ältester Hinweis darauf findet sich eine Inschrift am Nordeingang der Maria-Magdalenen-Kirche in Lauenburg, die an die erste lutherische Predigt am Johannistag 1531 erinnert. Doch von Seiten der Regierung gab es kein weiteres Vorgehen. Die Stände des Herzogtums: Ritter- und Landschaft genannt, veranlassten Herzog Franz I. 1564 und 1566 zu Visitationen der Kirchengemeinden, die in vielen Orten schon lutherische Prediger vorfanden. Franz I. ernannte 1564 Franciscus Baringius zum ersten Superintendenten (Abk. Supt.) mit Sitz in Lauenburg an der Elbe, der die Gemeinden im lutherischen Sinne reformieren sollte.
Die Generalvisitation von 1581, die Franz II. im ersten Jahr seiner Amtsführung als Verwalter des Herzogtums (für seinen Vater) durchführte, deckte große Missstände in Lehre, Predigt und Lebenswandel der Pastoren im Lande auf. Baringius wurde 1582 als Superintendent entlassen. In Abstimmung mit seinem älteren Bruder Heinrich von Sachsen-Lauenburg, Theologe und lutherischer Administrator des Erzstifts Bremen und der Hochstifter Osnabrück und Paderborn, erließ Franz II. die von Andreas Pouchenius dem Älteren verfasste lutherische Niedersächsische Kirchenordnung, wodurch die Niedersächsische Landeskirche oder Landeskirche des Herzogtums Sachsen-Lauenburg begründet wurde. Die geistliche Leitung oblag fortan einem Generalsuperintendenten (Abk. Gen.Supt.) sowie regional zuständigen Spezialsuperintendenten, oder Superintendenten genannt, sowie einem Konsistorium mit Sitz in Lauenburg. Der Eingliederung der Hadelschen Landeskirche in die des Herzogtums widersetzten sich Hadler Stände und dortiger Klerus erfolgreich. Die Hadelsche Landeskirche bestand bis 1885 fort.
Mit der Übernahme der Regentschaft in Sachsen-Lauenburg durch Georg Wilhelm, Fürst zu Lüneburg in Celle, blieb die Kirchenordnung unangetastet. Allerdings gingen die Kirchengemeinden der südelbischen Marschvogtei an die Generaldiözese Lüneburg-Celle. Der erste von Georg Wilhelm zu benennende geistliche Leiter und seine Nachfolger wurden nurmehr als Superintendent bezeichnet. Am 17. Mai 1705 verlegte Georg Wilhelm Superintendentur und Konsistorium nach Ratzeburg. Auch während der Personalunionen mit Kurhannover ab August 1705 und Dänemark ab Dezember 1815 gab es nur wenige Veränderungen, die Landeskirche blieb bestehen mit eigenem Gesangbuch und eigener Kirchenagende. Die Kirchengemeinden im Amt Neuhaus waren 1813 ebenfalls an die nunmehr kurhannöversche Generaldiözese Lüneburg-Celle übergegangen.
Mit der Übertragung des überwiegenden Teils des landesherrlichen Domaniums auf den neuen Lauenburgischen Landeskommunalverband 1872 übernahm dieser auch das Kirchenpatronat an denjenigen Kirchen, wo es vorher der Landesherr innehatte. Nach Ablösung der meisten Patronatspflichten zwischen 1977 und 1979 trägt der Kreis Herzogtum Lauenburg die verbliebenen Lasten als Rechtsnachfolger des Landeskommunalverbandes. Mit der Aufgabe der Eigenstaatlichkeit des Herzogtums zum 1. Juli 1876 und seiner Umwandlung in den Kreis Herzogtum Lauenburg in der preußischen Provinz Schleswig-Holstein wurde auch die Landeskirche des Herzogtums Lauenburg in die Evangelisch-Lutherische Landeskirche Schleswig-Holsteins eingegliedert, jedoch als eigenständiger Sprengel (Kirchenbezirk), der neben der Generalsuperintendentur für Holstein und derjenigen für Schleswig bestand. Diese Position wurde mit dem Inkrafttreten der Verfassung vom 30. September 1922 zum 1. November 1924 noch hervorgehoben, indem das Amt des Superintendenten in „Landessuperintendent für Lauenburg“ umbenannt wurde.
Nach der Fusion der Ev.-Luth. Landeskirche Schleswig-Holsteins mit anderen lutherischen Landeskirchen 1977 zur Nordelbischen Evangelisch-Lutherischen Kirche verlor die Landessuperintendentur Lauenburg ihre Sonderstellung und wurde als Kirchenkreis Herzogtum Lauenburg dem Sprengel Holstein-Lübeck zugeordnet. Ein Prozess des letzten Landessuperintendenten gegen die diesbezüglichen Bestimmungen der nordelbischen Verfassung vor dem Kirchengericht der VELKD blieb erfolglos.

## Geistliche Leiter

### Superintendenten zu Lauenburg an der Elbe (1564–1585)
- 1564–1582: Franciscus Baringius
- 1583–1585: Gerhard Sagittarius

### Generalsuperintendenten des Herzogtums Sachsen-Lauenburg (1585–1705)
Alle Generalsuperintendenten waren zugleich Pastoren an der Maria-Magdalenen-Kirche zu Lauenburg.
- 1585–1592: Gerhard Sagittarius, als Generalsuperintendent
- 1592–1605: Johannes Rupertus
- 1605–1627: Johannes Erhardi
- 1628–1635: Johannes Burmeister
- 1635–1638: Vakanz
- 1638–1645: Melchior Cramerus
- 1645–1656: Zacharias Vogelius
- 1657–1680: Albertus Elers
- 1682–1683: Johann Friedrich Nicolai
- 1684–1697: Severin Walther Slüter
- 1697–1703: Vakanz
- 1703–1705: Johannes Elers

### Superintendenten des Herzogtums Sachsen-Lauenburg (1705–1877)
Alle folgenden Superintendenten und Landessuperintendenten waren zugleich Pastoren an der St.-Petri-Kirche (Ratzeburg).
- 1705–1737: Johannes Elers, als Superintendent
- 1738–1743: Justus Hermann Ludwig Beneken
- 1744–1767: Johann Ernst Hohenholtz
- 1768–1787: Anton Gottfried Alberti
- 1788–1802: Johann Conrad Eggers
- 1802–1817: Carl Johann Conrad Wyneken
- 1817–1834: Friedrich Christian Block
- 1834–1853: Carl Friedrich Wilhelm Catenhusen
- 1854–1876: Albert Robert Brömel

### Superintendenten des Kreises Herzogtum Lauenburg (1877–1924)
- 1877–1885: Albert Robert Brömel, nach der Eingliederung unter Beibehaltung von Titel und Funktion
- 1885–1887: Vakanz
- 1887–1911: Franz Jürgen Soltau, zuvor Propst in Töstrup
- 1911–1913: Theodor Valentiner, zuvor in Bredstedt
- 1914–1924: Johannes Lange, zuvor in Hamburg-Wandsbek

### Landessuperintendenten des Sprengels Lauenburg (1924–1979)
- 1924–1944: Johannes Lange, seit 1. November 1924 mit neuer Amtsbezeichnung
- 1944–1959: Hans Matthießen, zuvor in Sahms
- 1959–1969: Ernst Fischer, zuvor in Lütau
- 1970–1979: Joachim Heubach, zuvor in Preetz.

Nach der Emeritierung Heubachs und mit der Gründung der Nordelbischen Evangelisch-Lutherischen Kirche fielen die Lauenburgischen Sonderrechte weg; Lauenburg wurde einer der Kirchenkreise der Nordelbischen Kirche, geleitet von einem Propst, mit gleichen Rechten und Pflichten wie alle anderen. Erster Propst und damit Nachfolger Heubachs wurde 1981 Hermann Augustin. Ihm folgten Peter Godzik (Propst von 1998 bis 2007) und Frauke Eiben (Pröpstin seit 2008).